# Kopje
Kópje je hladno orožje. Namenjeno je predvsem metanju. 
Najstarejše najdeno kopje je staro približno 400.000 let. Izkopano je bilo pri Schöningenu (Nemčija). S tem je eno od najstarejših orožij človeštva. Na palici (ročaju) je konica (pogosto z dvema reziloma) iz različnih materialov (obdelan kamen, kosti, bron, železo, jeklo). Kopja so lažja in krajša od sulic.
Kopje se je uporabljalo za lov in boje. Ko se nameri cilj se ob upoštevanju krivulje leta kopje vrže. 
Danes se razen redkih izjem kopje uporablja le kot športno orodje. Primitivna ljudstva ga še vedno uporabljajo za lov.